# Lustro nieboszczyka
Lustro nieboszczyka (ang. Dead Man's Mirror) – trzecie z czterech opowiadań Agathy Christie ze zbiorku Morderstwo w zaułku (1937), w którym tropieniem zbrodni zajmuje się Herkules Poirot.

## Opis fabuły
Akcja zawiązuje się, gdy słynny detektyw otrzymuje list od baroneta Gervase Chevenix-Gore – z prośbą o rozwiązanie dręczącego go problemu, którego jednak bliżej nie sprecyzował. Enigmatyczność listu sprawiła, że pana Poirot zaintrygowała ta sprawa. Z przeprowadzonego przed wyjazdem do posiadłości baroneta wywiadu wśród angielskiej śmietanki towarzyskiej wynikało, że baronet to człowiek energiczny, władczy, odważny i ogromnie ekscentryczny. Kiedy detektyw przybył na miejsce – posiadłość Hamborough Close – był wieczór i odbywało się niewielkie przyjęcie. Oczekiwano właśnie pana domu. Wraz z pojawieniem się Herkulesa Poirota, na jaw wyszła straszna prawda – baronet, zamknięty w swoim gabinecie, nie żył.